# Black Wings (documentaire)
Black Wings is een Amerikaanse documentaire uit 2012.

## Verhaal
Voor de eerste piloten was het overwinnen van de zwaartekracht een uitdaging. Maar zwarte (gevechts)piloten hadden een extra uitdaging; de krachten van racisme overwinnen. De documentaire gaat over gekleurde mannen en vrouwen die in de 20e eeuw het luchtruim zijn ingegaan en hebben geholpen om een gesegregeerde natie te bewijzen dat de huidskleur niet alles bepalend is. Van tweedekkers tot commerciële jets en van barnstormers tot oorlogsjagers, ontmoet de piloten die het luchtruim voor iedereen openden.

## Rolverdeling
- Jeff Wilburn - Verteller en Zichzelf